# Golling an der Erlauf
Golling an der Erlauf è un comune austriaco di 1 497 abitanti nel distretto di Melk, in Bassa Austria; ha lo status di comune mercato (Marktgemeinde).